# (149560) 2003 QZ91
(149349) 2002 VA131, também escrito como (149560) 2003 QZ91, é um objeto transnetuniano (TNO) que é classificado como um centauro. O mesmo tem um diâmetro com cerca de 106 km.

## Órbita
A órbita de (149560) 2003 QZ91 tem uma excentricidade de 0.475, possui um semieixo maior de 41.379 UA. O seu periélio leva o mesmo a uma distância de 21.722 UA em relação ao Sol e seu afélio a 61.035 UA.